# 郭锳
郭锳（？—？），清朝人，是一名清朝政治人物。
郭锳曾于1834年接替史璠任娄县知县一职，1835年由毛应观接任。